# Általános adatvédelmi rendelet
Az általános adatvédelmi rendelet, hivatalosan Az Európai Parlament és a Tanács (EU) 2016/679 rendelete a természetes személyeknek a személyes adatok kezelése tekintetében történő védelméről és az ilyen adatok szabad áramlásáról, valamint a 95/46/EK irányelv hatályon kívül helyezéséről (angolul: General Data Protection Regulation, röviden: GDPR) az Európai Unió rendelete, amely az Európai Gazdasági Térség területén tartózkodó természetes személyek személyes adatait védi és rendelkezik a tagállamok közötti szabad információáramlásról.
A rendelet 2016. május 24-én lépett hatályba, és kétéves türelmi időszak után 2018. május 25-től kell alkalmazni.
Érdekessége, hogy a nemzetközi jogi gyakorlatban eddig nem megszokott módon, kiterjesztő hatályú rendelet, tehát nem EGT-tagállamban működő szervezetekre is kötelező lehet.

## Története
Európában az egyik legfontosabb alkotmányos érték az emberi méltóság. Minden alapjogot, így a személyes adatok védelméhez való jogot ebből vezetnek le. A második világháború után kezdett a nemzetközi jogban megjelenni az adatvédelem valamilyen formában. 1948-ban fogadták el az Emberi Jogok Egyetemes Nyilatkozatát, mely először tesz említést a személyes adatok védelméről. Két évvel később került elfogadásra az Emberi Jogok Európai Egyezménye, ez azonban nem katalogizálta igazán a jogokat, ennek igénye csak az 1999-es kölni Európa Tanács ülésen merült fel. Az Unió szervei erre reagáltak az Alapjogi Charta kihirdetésével a 2000 decemberében tartott nizzai csúcstalálkozón, ami kötelező erőt csak a Lisszaboni szerződés 2009. december 1-i hatályba lépésével nyert.
Az Európa Tanácsnak volt ugyan 1981-ben elfogadott adatvédelmi egyezménye, mely Magyarországon 1988 óta a jog része, de az csak a személyes adatok gépi feldolgozásával foglalkozott. Az Európa Parlament és a Tanács 1995. október 24-én fogadta el a 95/46/EK irányelvet, mely a GDPR rendelet előzménye, és amely jelen rendelettel hatályát is veszti. Ez az irányelv a magyar jogban az Infotörvény néven ismert jogszabályban képeződött le.
2009-ben konzultáció indult, mert felismerték, hogy az irányelv nem váltotta be a hozzáfűzött reményeket. A magánszféra-szkeptikusok azért támadták, mert szerintük nem valósult meg az európai szintű jogbiztonság. A technológiai fejlődés is új kihívásokat hozott magával. Ennek eredményeként 2012-ben megindult a rendes jogalkotási eljárás. Ennek lezárulásával az Európai Parlament és a Tanács 2016. április 27-én fogadta el. 2016. május 4-én hirdették ki az Európai Unió Hivatalos Lapjában, és a kihirdetést követő huszadik napon lépett hatályba. Kétéves türelmi időszak után 2018. május 25-től kell teljes egészében kötelezően és közvetlenül alkalmazni valamennyi EGT-tagállamban.
Az uniós adatvédelmi reform részeként az Európai Parlament és a Tanács 2016. április 27-én elfogadta a bűnüldözési célból kezelt személyes adatok védelmére vonatkozó irányelvet, közismertebb nevén a bűnügyi irányelvet is. Ezt az irányelvet a tagállamoknak 2018. május 6-ig kellett átültetniük nemzeti jogszabályaikba.

## Alapfogalmak
Személyes adat: Azonosított vagy azonosítható természetes személyre (Érintett) vonatkozó bármely információ. Azonosítható az a természetes személy, aki közvetlen vagy közvetett módon, különösen valamely azonosító, például név, szám, helymeghatározó adat, online azonosító vagy a természetes személy testi, fiziológiai, genetikai, szellemi, gazdasági, kulturális vagy szociális azonosságára vonatkozó egy vagy több tényező alapján azonosítható.
Különleges személyes adat: A faji vagy etnikai származásra, politikai véleményre, vallási vagy világnézeti meggyőződésre vagy szakszervezeti tagságra utaló személyes adatok, valamint a természetes személyek egyedi azonosítását célzó genetikai és biometrikus adatok, az egészségügyi adatok és a természetes személyek szexuális életére vagy szexuális irányultságára vonatkozó személyes adatok.
Adatkezelés: A személyes adatokon vagy adatállományokon automatizált vagy nem automatizált módon végzett bármely művelet vagy műveletek összessége, így a gyűjtés, rögzítés, rendszerezés, tagolás, tárolás, átalakítás vagy megváltoztatás, lekérdezés, betekintés, felhasználás, közlés továbbítás, terjesztés vagy egyéb módon történő hozzáférhetővé tétel útján, összehangolás vagy összekapcsolás, korlátozás, törlés, illetve megsemmisítés.
Adatkezelő: Az a természetes vagy jogi személy, közhatalmi szerv, ügynökség vagy bármely egyéb szerv, amely a személyes adatok kezelésének céljait és eszközeit önállóan vagy másokkal együtt meghatározza; ha az adatkezelés céljait és eszközeit az uniós vagy a tagállami jog határozza meg, az adatkezelőt vagy az adatkezelő kijelölésére vonatkozó különös szempontokat az uniós vagy a tagállami jog is meghatározhatja.
Adatfeldolgozó: Az a természetes vagy jogi személy, illetve jogi személyiséggel nem rendelkező szervezet, aki vagy amely szerződés alapján – beleértve a jogszabály rendelkezése alapján kötött szerződést is – adatok feldolgozását végzi.
Érintett: Az adatkezelés alanya, bármely meghatározott, személyes adat alapján azonosított vagy – közvetlenül vagy közvetve – azonosítható természetes személy.

## Alapelvek
A rendelet 5. cikkében a személyes adatok kezelésére vonatkozóan 7 alapelvet fogalmaz meg, melyek a következők:
- Jogszerűség, tisztességes eljárás és átláthatóság
- Célhoz kötöttség
- Adattakarékosság
- Pontosság
- Korlátozott tárolhatóság
- Integritás és bizalmas jelleg
- Elszámoltathatóság

## Érintettek jogai
Az érintettek jogait a rendelet 12–22. cikkei tartalmazzák. Ezek a következők:
- Átlátható tájékoztatáshoz való jog
- Hozzáféréshez való jog
- Helyesbítéshez való jog
- Törléshez és elfeledtetéshez való jog
- Korlátozáshoz való jog
- Adathordozhatósághoz való jog
- Tiltakozáshoz való jog
- Automatikus döntéshozatal elutasításához való jog